# Chökyi Drakpa Yeshé Pal Zangpo
Chökyi Drakpa Yeshé Pal Zangpo aussi Chödrag Yeshe tibétain : ཆོས་གྲགས་ཡེ་ཤེས, Wylie : chos grags ye shes (21 avril 1453 – 28 janvier 1525) est un maître de méditation bouddhiste tibétain et un érudit de la lignée Kagyupa – l'une des quatre écoles principales du bouddhisme tibétain et le quatrième shamarpa.

## Biographie
Le quatrième shamarpa est né à Kangmar du Kham, dans l'est du Tibet. Le septième karmapa Chödrak Gyatso rencontre le quatrième shamarpa à Kangmar.
Lors de leur rencontre, c'est le renouveau d'un lien très étroit, comparable aux joyeuses retrouvailles d'un père avec son fils perdu. Le karmapa intronise le jeune shamarpa sous le nom de Chökyi Drakpa Yeshé Pal Zangpo et lui rend la couronne rouge. Le karmapa suggère qu'ils propagent le dharma à partir de ce moment-là, chacun dans une partie différente du pays. Le shamarpa devait rester dans la région du Kongpo au sud du Tibet, tandis que le karmapa continuait vers l'est, en direction du Kham. Quelques années plus tard, ils se retrouvent à Kangmar. Shamarpa est arrivé chargé d'offrandes et le karmapa lui a accordé l'autorisation pour le Grand Sceau, les Six yogas de Naropa et les enseignements de nombreux autres enseignements importants de la lignée Kagyu .
Le quatrième shamarpa est reconnu comme un érudit et un excellent praticien des enseignements du Bouddha. Il a appliqué avec diligence les pratiques reçues du karmapa, de Gyalchab Rinpoché et d'autres grands lamas et érudits. Il est devenu un exemple de persévérance inébranlable qui impose le respect. Tout en propageant le dharma, shamarpa a atteint le Bhoutan, et le monastère qu'il a construit existe toujours dans la partie sud de ce pays. Malgré son ancienneté, il constitue un témoignage bien conservé. En plus d'être un bon exemple du savoir-faire de l'époque, c'est aussi un rappel de la bénédiction de Shamarpa. Au Tibet central, où le shamarpa a été en fonction pendant onze ans, il les a exercés conformément aux principes bouddhistes, mais sa principale préoccupation a toujours été le dharma. Il a étudié, enseigné et médité jusqu'à la fin de sa vie.